# 縱帶鱊
縱帶鱊（学名：Acheilognathus cyanostigma）為輻鰭魚綱鯉形目鱊科鱊屬的一種，被IUCN列為瀕危保育類動物，為溫帶淡水魚，分布於日本琵琶湖與余吳湖流域，體長可達6公分，棲息在湖泊、水塘及其鄰近的溝渠，繁殖期時雌魚會將卵產在貽貝中  ，幼魚孵化而且停留在貝殼內中，直到它們能游泳。

## 扩展阅读
維基物種上的相關：縱帶鱊